# Diborà
El diborà, diborà(6) o hexahidrur de dibor, és un compost químic de la família dels borans (el més senzill en estat pur) amb la fórmula {\displaystyle {\ce {B2H6}}}. A temperatura ambient és un gas incolor amb una olor dolça repulsiva. El diborà es barreja fàcilment amb l'aire, formant mescles explosives.

## Història

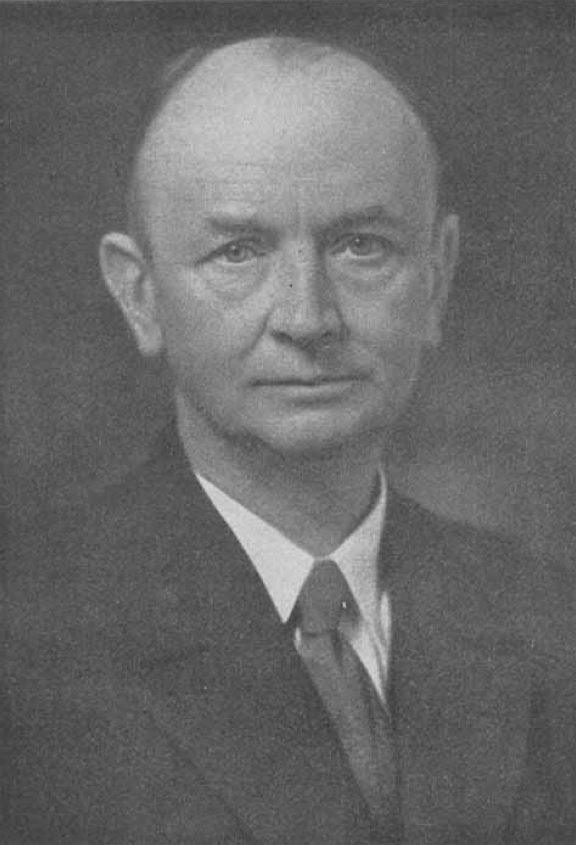
Alfred Stock (1876–1846).

Els hidrurs de bor se sintetitzaren i caracteritzar per primera vegada de forma sistemàtica el període del 1912 al 1937 pel químic alemany Alfred Stock (1876–1846). Els anomenà «borans» per analogia amb els alcans o hidrocarburs saturats, els hidrurs de carboni, que és el veí del bor a la taula periòdica. Com que els borans més lleugers eren volàtils, sensibles a l'aire i la humitat i tòxics, Stock desenvolupà mètodes i aparells d'alt buit per estudiar-los. El treball nord-americà sobre els borans començà l'any 1931, realitzat per Hermann I. Schlesinger (1882–1960) i Anton B. Burg (1904–2003).
El 1943, Hugh Christopher Longuet-Higgins (1923–2004), quan encara era estudiant a la Universitat d'Oxford, fou el primer a explicar l'estructura i l'enllaç dels borans conjuntament amb el seu tutor Ronald Percy Bell (1907-1996). Poc després, el 1948, la teoria de Longuet-Higgins fou confirmada en un estudi del diborà d'espectroscòpia infraroja per W.C. Price de la Universitat de Chicago. L'estructura del diborà fou confirmada de nou per mesura de difracció d'electrons el 1951 per Kenneth Hedberg i Verner Schomaker. William Nunn Lipscomb Jr. (1919–2011) confirmà l'estructura molecular dels borans mitjançant cristal·lografia de raigs X a la dècada de 1950 i desenvolupà teories per explicar la seva unió. El Premi Nobel de Química de 1976 fou atorgat a Lipscomb "pels seus estudis sobre l'estructura dels borans que il·luminen els problemes d'enllaç químic".

## Estructura

Diborà(6) B2H6

El diborà {\displaystyle {\ce {B2H6}}} té l'estructura de la figura del costat. Aquesta estructura implica un enllaç de pont de tres centres, en què un parell d'electrons es comparteix entre tres (en lloc de dos) àtoms: dos àtoms de bor i un àtom d'hidrogen. La longitud d'aquests enllaços {\displaystyle {\ce {B-H-B}}} és superior a la dels enllaços {\displaystyle {\ce {B-H_{t}}}}, 131 pm enfront de 119 pm, i també l'angle {\displaystyle {\ce {H-B-H}}} d'aquests enllaços és inferior (97°) al dels enllaços terminals (120°). La capacitat del bor per formar aquests enllaços a més dels enllaços covalents normals condueix a la formació de borans polièdrics complexos.
Al diborà hi ha 12 electrons de valència per formar enllaços químics (B en té 3 i H en té 1, per tant, 2xB + 6xH =12). Cada enllaç {\displaystyle {\ce {B-H_{t}}}} terminal és un enllaç σ estàndard amb dos electrons cadascun, i n'hi ha quatre, la qual cosa suposa un total de vuit electrons. Això deixa un total de quatre electrons per compartir entre els dos ponts d'hidrogen. En conseqüència, es formen dos enllaços pont {\displaystyle {\ce {B-H-B}}}, cadascun dels quals consta de només dos electrons, formant el que s'anomenen enllaços de tres centres de dos electrons (és a dir, 3 àtoms comparteixen 2 electrons), de vegades anomenats «enllaços banana», ja que no són lineals sinó corbats. Cada àtom B empra orbitals híbrids sp², disposats en un pla i separats 120°. Dos d'aquests orbitals s'usen en la formació d'enllaços σ amb els àtoms d'hidrogen terminals, explicant-se l'angle observat. La combinació lineal del tercer orbital híbrid sp² i l'orbital pz no utilitzat permet obtenir dos orbitals híbrids semblants als orbitals híbrids sp3, però amb major contribució de l'orbital pz. Són aquests orbitals híbrids els que es fan servir en la formació de l'enllaç de tres centres. Un d'aquests orbitals híbrids conté un electró i l'altre és buit. Un àtom de B dona el seu electró de valència que li queda a un pont, i l'altre àtom B dona a l'altre. Cada pont, per tant, té dos electrons.

## Propietats

### Propietats físiques
A temperatura ambient, el diborà és un gas incolor, amb un punt de fusió de –165 °C i un d'ebullició de –92,5 °C. La seva densitat és 0,96 vegades la de l'aire. El punt d'inflamació és de –90 °C.

### Propietats químiques

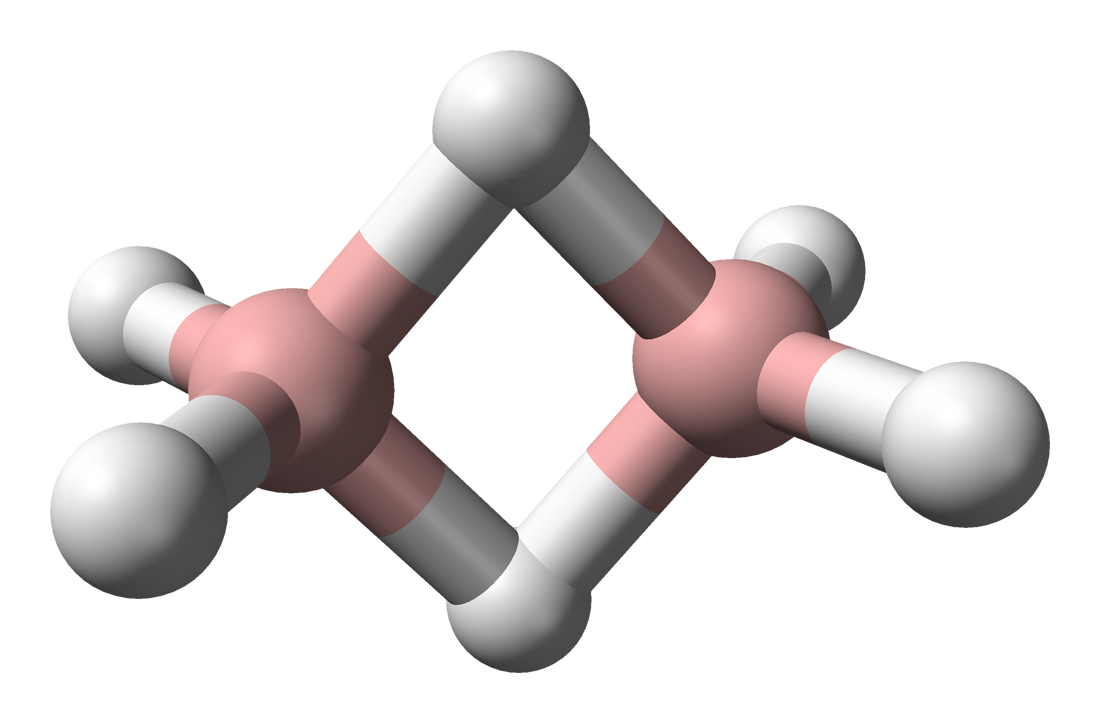
Model de bolles del diborà(6).

El diborà, com tots els borans, és un compost endotèrmic, això és, la seva entalpia de formació {\displaystyle \Delta _{f}H^{0}}= 36,4 kJ/mol és positiva, i també la seva energia lliure de formació {\displaystyle \Delta _{f}G^{0}} = 87,6 kJ/mol. Les energies dels enllaços són: {\displaystyle {\ce {B-H_{t}}}} (bor-hidrogen terminal) 380 kJ/mol, {\displaystyle {\ce {H-B-H}}} 440 kJ/mol, {\displaystyle {\ce {B-B}}} 330 kJ/mol i {\displaystyle {\ce {B-B-B}}} 380 kJ/mol, inferiors en tots els casos a l'energia de l'enllaç {\displaystyle {\ce {H-H}}}, que és de 436 kJ/mol. Aquestes baixes energies expliquen la inestabilitat del diborà i dels borans en general. Si s'escalfa, es descomponen en bor i hidrogen:
{\displaystyle {\ce {B2H6 -> 2B + 3H2}}}

#### Reacció amb oxigen, aigua i àlcalis
El diborà s'inflama espontàniament a l'aire i crema amb una flama verda característica. La temperatura d'autoignició es troba entre 38 °C i 52 °C. Forma mescles explosives en l'aire a partir d'una concentració del 0,8 % fins al 88 %. La reacció del diborà amb l'oxigen desprèn 2 008 kJ/mol i dona òxid de bor {\displaystyle {\ce {B2O3}}} i aigua:
{\displaystyle {\ce {B2H6 + 3O2 -> 2B2O3 + 3H2O}}}
S'hidrolitza fàcilment i desprenen hidrogen i produeixen àcid bòric {\displaystyle {\ce {H3BO3}}}:
{\displaystyle {\ce {B2H6 + 6 H2O -> 2 H3BO3 + 6 H2}}}
Tots els borans reaccionen amb àlcalis actuant com a àcids monopròtics, excepte del diborà que es descompon en borat de sodi i hidrogen:
{\displaystyle {\ce {B2H6 + 6 NaOH -> 2 Na3BO3 + 6 H2}}}

#### Piròlisis

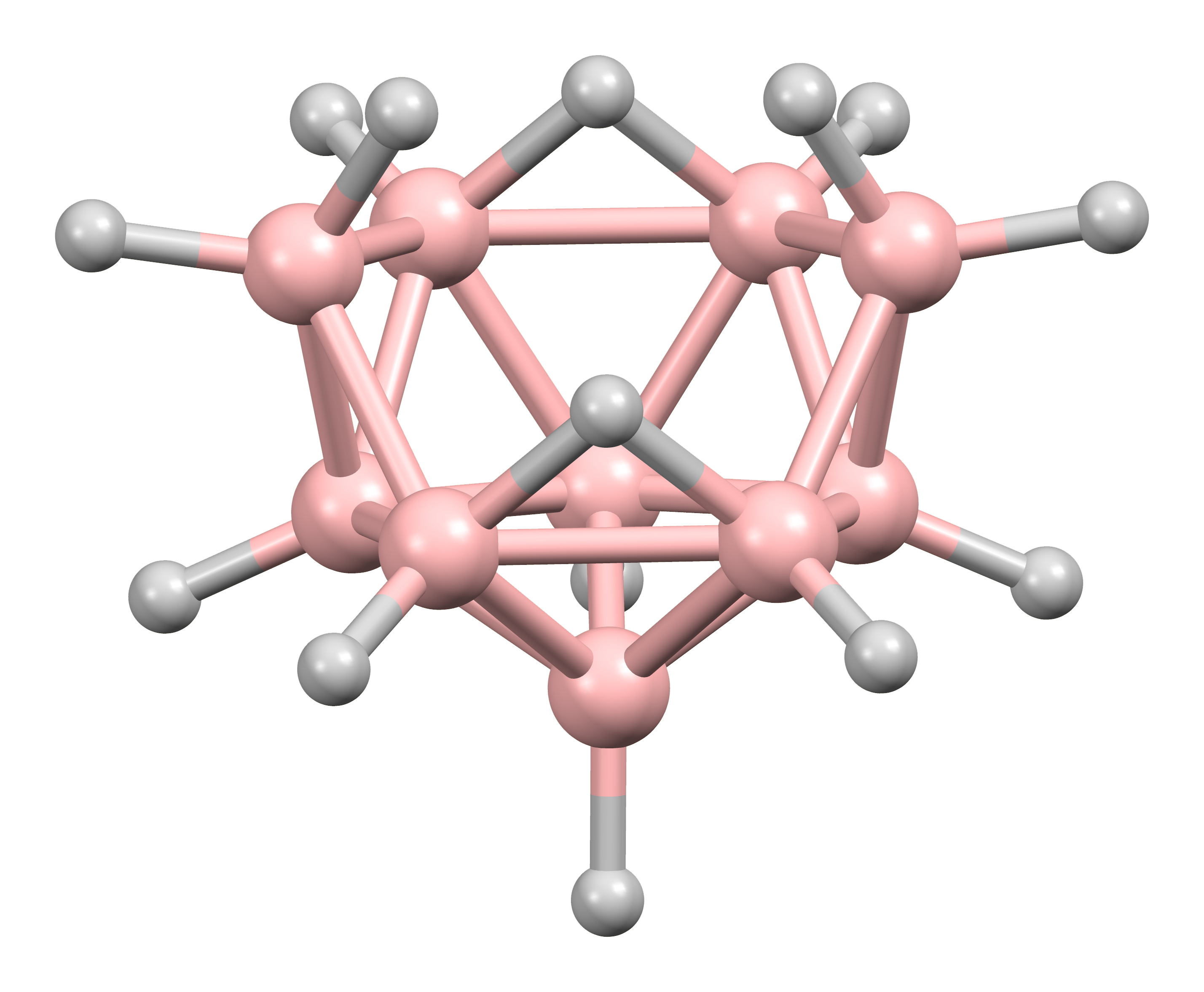
Decaborà(14).

A partir del diborà se sintetitzen la resta de borans escalfant entre 373 K i 523 K. Controlant la temperatura i la concentració del reactiu es poden obtenir els diferents borans. Així, per exemple, el decaborà(14) {\displaystyle {\ce {B10H14}}} s'obté escalfant diborà(6) entre 453 K i 490 K. Les reaccions dels primers borans segueixen les següents etapes que passen per la dissociació del diborà(6) en borà {\displaystyle {\ce {BH3}}}:
{\displaystyle {\ce {B2H6 <=> 2BH3}}}{\displaystyle {\ce {BH3 + B2H6 <=> B3H9 <=> B3H7 + H2}}}{\displaystyle {\ce {B3H7 + B2H6 <=> B5H13 <=> B4H10 + BH3}}}{\displaystyle {\ce {B4H10 + BH3 <=> B5H11 + H2}}}{\displaystyle {\ce {B4H10 + B2H6 <=> B5H11 + BH3 + H2}}}

#### Reacció amb tetrahidridoborat de sodi

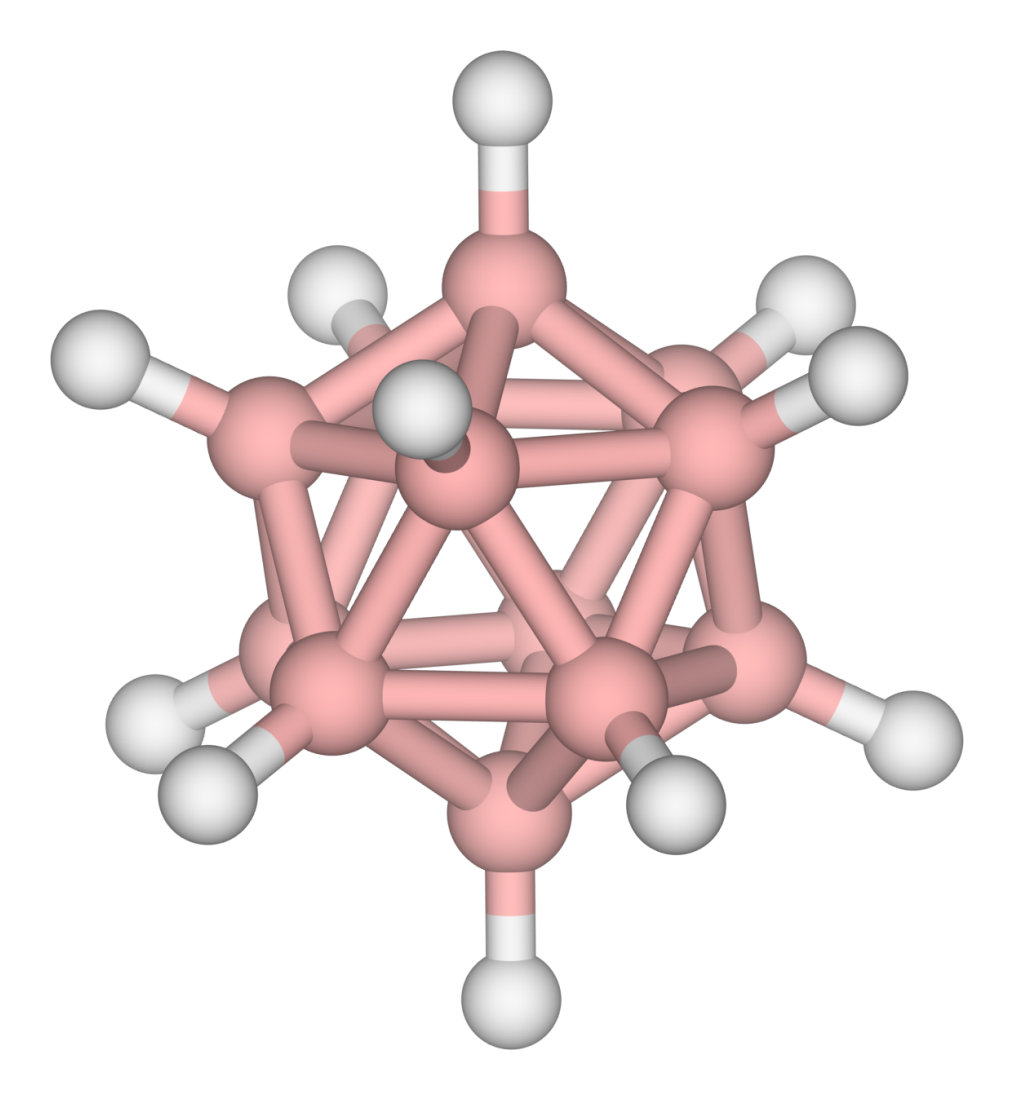
Anió closo-[B12H12]^2- té l'estructura d'un icosaedre regular.

Les reaccions del diborà amb tetrahidridoborat de sodi {\displaystyle {\ce {NaBH4}}} s'empra per preparar borans d'alta massa molecular. Cada borà es pot sintetitzar canviant les condicions de temperatura i dissolvent. En primer lloc, s'obtenen els borats de sodi, per tant, aquesta primera etapa es pot fer servir si es volen sintetitzar els anions borat. Una segona etapa permet obtenir els borats fent reaccionar els borats de sodi amb àcid clorhídric.
{\displaystyle {\ce {1/2 B2H6 + NaBH4 ->[273 K][polieter] NaB2H7}}}{\displaystyle {\ce {B2H6 + NaBH4 ->[373 K][diglima] NaB3H8 + H2}}}{\displaystyle {\ce {5 B2H6 + 2 NaBH4 ->[373-453 K][NEt_3] Na2B12H12 + 13 H2}}}

#### Hidroboració
La hidroboració és una reacció d'addició extraordinàriament fàcil del borà {\displaystyle {\ce {BH3}}}, generat a partir de diborà, a composts orgànics insaturats (és a dir, alquens i alquins) dissolts en èter etílic a temperatura ambient per produir organoborans de forma quantitativa (és a dir, en una reacció que s'acaba completament, o gairebé totalment). La reacció d'hidroboració, al seu torn, obrí noves vies d'investigació en l'àrea de la síntesi orgànica estereoespecífica.

## Síntesi
Alfred Stock obtingué per primera vegada mescles de borans de baix rendiment tractant borur de magnesi {\displaystyle {\ce {Mg3B2}}} amb àcid clorhídric {\displaystyle {\ce {HCl}}}. El diborà es prepara més fàcilment amb un alt rendiment mitjançant la reacció de iode {\displaystyle {\ce {I2}}} amb tetrahidridoborat de sodi {\displaystyle {\ce {NaBH4}}} (comunament anomenat borohidrur de sodi) en diglima com a dissolvent:
{\displaystyle {\ce {2NaBH4 + I2 -> B2H6(g) + 2NaI + H2(g)}}}o per reacció d'un borohidrur sòlid, és a dir, una sal que conté l'anió {\displaystyle {\ce {[BH4]^-}}}, amb un àcid anhidre,
{\displaystyle {\ce {2NaBH4 + 2H3PO4 -> B2H6(g) + 2NaH2PO4 + 2H2(g)}}}

## Aplicacions
El diborà s'utilitza habitualment a la indústria electrònica per al dopatge de semiconductors barrejant petites concentracions amb silà {\displaystyle {\ce {SiH4}}} en la fase gasosa abans de la descomposició. Quan reacciona amb silà i oxigen, el diborà també produeix les capes de revestiment de guies d'ones per a fibra òptica per deposició de vapor químic.

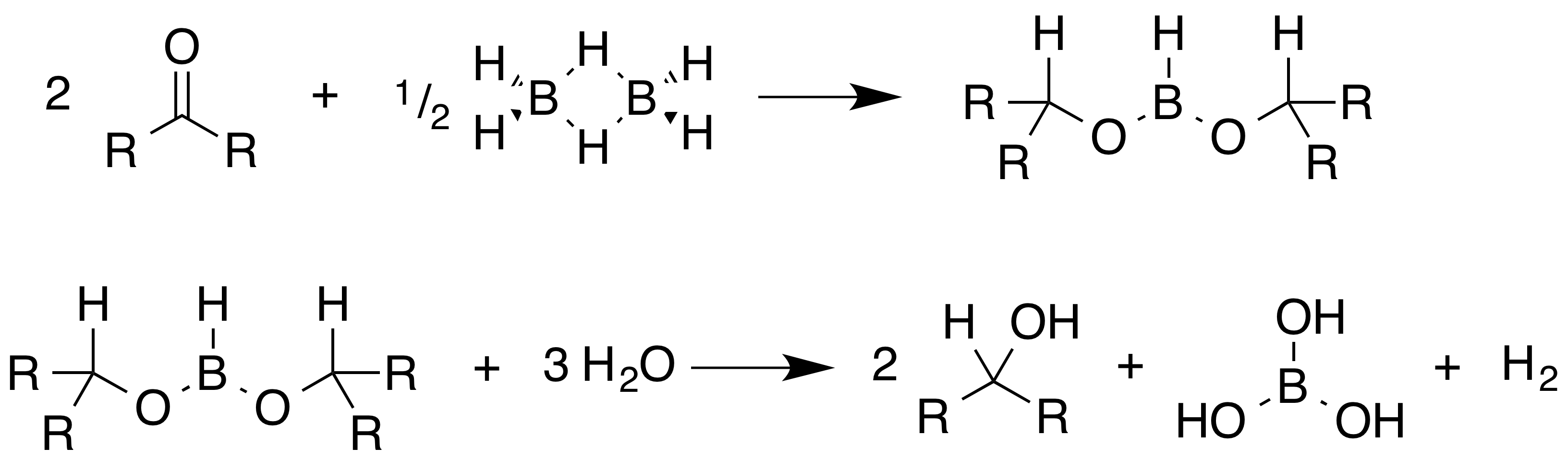
Mecanisme de reducció d'una cetona a alcohol emprant diborà.

Altres usos del diborà inclouen la preparació de nitrur de bor {\displaystyle {\ce {BN}}} mitjançant la reacció del diborà amb amoníac, com a catalitzador per a la polimerització i per a la conversió d'olefines en trialquil borans. També s'usa en la conversió d'amines en aminoborans i com a agent reductor selectiu amb compostos carbonílics com aldehids i cetones per formar alcohols.

## Toxicitat
No s'ha trobat que la toxicitat del diborà tingui efectes significatius sobre la pell i les mucoses, però les concentracions elevades poden causar irritació ocular i el contacte amb el líquid pot causar cremades. L'exposició crònica a concentracions baixes de diborà pot causar mal de cap, mareig, fatiga, debilitat muscular i tremolors. L'exposició repetida pot produir dificultat respiratòria crònica, especialment en individus susceptibles. Una dermatitis existent també es pot empitjorar amb l'exposició repetida al líquid. No s'ha demostrat que el diborà tingui efectes cancerígens, reproductius o de desenvolupament en humans.